# Gare de Thiat - Oradour
La gare de Thiat - Oradour est une ancienne gare ferroviaire française de la ligne de Mignaloux - Nouaillé à Bersac, située sur le territoire de la commune d'Oradour-Saint-Genest, dans le département de la Haute-Vienne en région Nouvelle-Aquitaine.
Mise en service en 1867, elle est fermée au trafic au cours du XXe siècle.

## Situation ferroviaire
Établie à 225 mètres d'altitude, la gare de Thiat - Oradour est située au point kilométrique (PK) 408,796 de la ligne de Mignaloux - Nouaillé à Bersac, entre les gares ouvertes de Lathus et du Dorat. Elle se situe entre le bourg de Thiat et celui d'Azat-le-Ris, à l'extrémité nord du territoire communal d'Oradour-Saint-Genest, tout près de la limite avec le département de la Vienne.

## Histoire
La gare de Thiat - Oradour est mise en service le 23 décembre 1867 par la compagnie du chemin de fer de Paris à Orléans, à l'ouverture de la ligne.
La date de sa fermeture est inconnue.

## Patrimoine ferroviaire
L'ancien bâtiment voyageur est désaffecté,.